# Dactylodenia aravardii
Dactylodenia aravardii är en orkidéart som beskrevs av M.Gerbaud och Olivier Gerbaud. Dactylodenia aravardii ingår i släktet Dactylodenia, och familjen orkidéer. Inga underarter finns listade i Catalogue of Life.